# Волков, Константин Юрьевич
Константин Юрьевич Волков (род. 28 февраля 1960, Иркутск) — советский легкоатлет (прыгун с шестом). Заслуженный мастер спорта СССР (1981).
Серебряный призёр Летних Олимпийских игр 1980 года. В олимпийском финале сражался с поляками — Тадеушем Слюсарским и с Владиславом Козакевичем.
Вице-чемпион мира (1983), чемпион Европы (1980), вице-чемпион Европы (1979, 1982), экс-рекордсмен чемпионатов Европы (1980, 5,60).
В 1984 году с результатом 5 м. 80 см стал победителем международного турнира «Дружба-84», победив соотечественников Сергея Бубку и Александра Крупского.
Тренировался под руководством отца — Юрия Николаевича Волкова. Его мать, Зоя Степановна Волкова (1940—2015) была заслуженным тренером России (легкая атлетика).
До 2021 года работал тренером в г. Иркутске. Подготовил несколько членов сборной России. Летом 2020 года вместе с сыном Матвеем Волковым, мировым рекордсменом U18 в прыжках с шестом, переехал из России в Беларусь.